# Elly Heuss-Knapp
Elisabeth Eleonore Anna Justine "Elly" Heuss-Knapp (de soltera Knapp, * 25 de enero de 1881 en Estrasburgo, † 19 de julio de 1952 en Bonn) fue una política alemana y la fundadora del Establecimiento para madres convalecientes (Müttergenesungswerk). Fue la esposa del primer presidente alemán Theodor Heuss.

## Biografía

### Origen

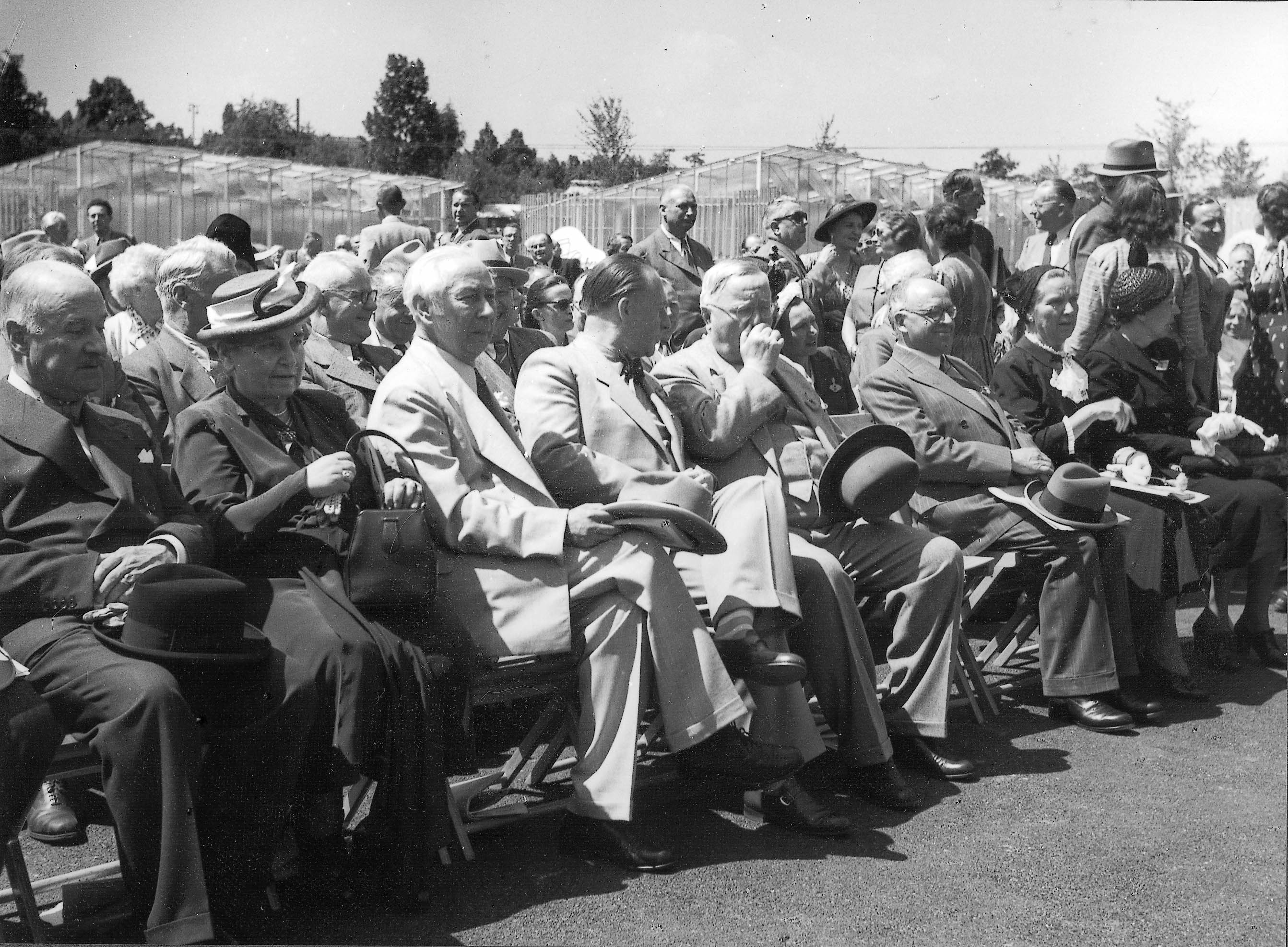
Theodor Heuss y Elly Heuss-Knapp visitando la Deutsche Gartenschau en Stuttgart (3 de junio de 1950)

Elly Knapp nació en 1881, la segunda hija de Lidia Korganow (1849-1925) de Georgia y el economista Georg Friedrich Knapp. Marianne, su hermana mayor nació en 1879. Su padre enseñó en la Universidad de Estrasburgo desde 1874 hasta 1918. Era hijo del importante químico Friedrich Ludwig Knapp y su esposa Katharina Elisabeth, nacida Liebig, hermana del químico Justus von Liebig.
Poco después del nacimiento de Elly, le diagnosticaron a su madre una enfermedad mental, por lo que tuvo que ser internada en sanatorios. Sin embargo, dado que Georg Friedrich Knapp no podía cuidar a los dos niños pequeños por motivos profesionales, llevó a su hija Elly a sus padres en Braunschweig a la edad de cuatro meses para que pudieran criarla. Elly Knapp fue bautizada poco después en la catedral de Braunschweig. Cuando tenía unos dos años, su padre la llevó de vuelta a Estrasburgo. Hasta la muerte de su abuelo Friedrich Ludwig Knapp en 1904, tuvieron una estrecha relación, por lo que ella lo visitaba a menudo en las vacaciones de verano.

### Capacitación
En 1899, Elly Knapp aprobó el examen de maestra y desde 1900 trabajó en la llamada escuela progresista (para niñas que solo habían asistido a la escuela primaria de siete años) en Estrasburgo, de la cual fue cofundadora. Knapp apreció mucho el trabajo de Friedrich Naumann. En 1905 estudió economía en Friburgo y Berlín y comenzó a dar sus primeras conferencias políticas. En 1906, siendo estudiante, participó voluntariamente en los trabajos preparatorios de la gran Exposición del trabajo casero (Heimarbeits-Ausstellung),  en la cual se trataron temas como el sistema de intermediarios (Zwischenmeister), editores y la posibilidad de convenios colectivos y salarios mínimos. Pronto comenzó a dedicar una serie de conferencias al tema.

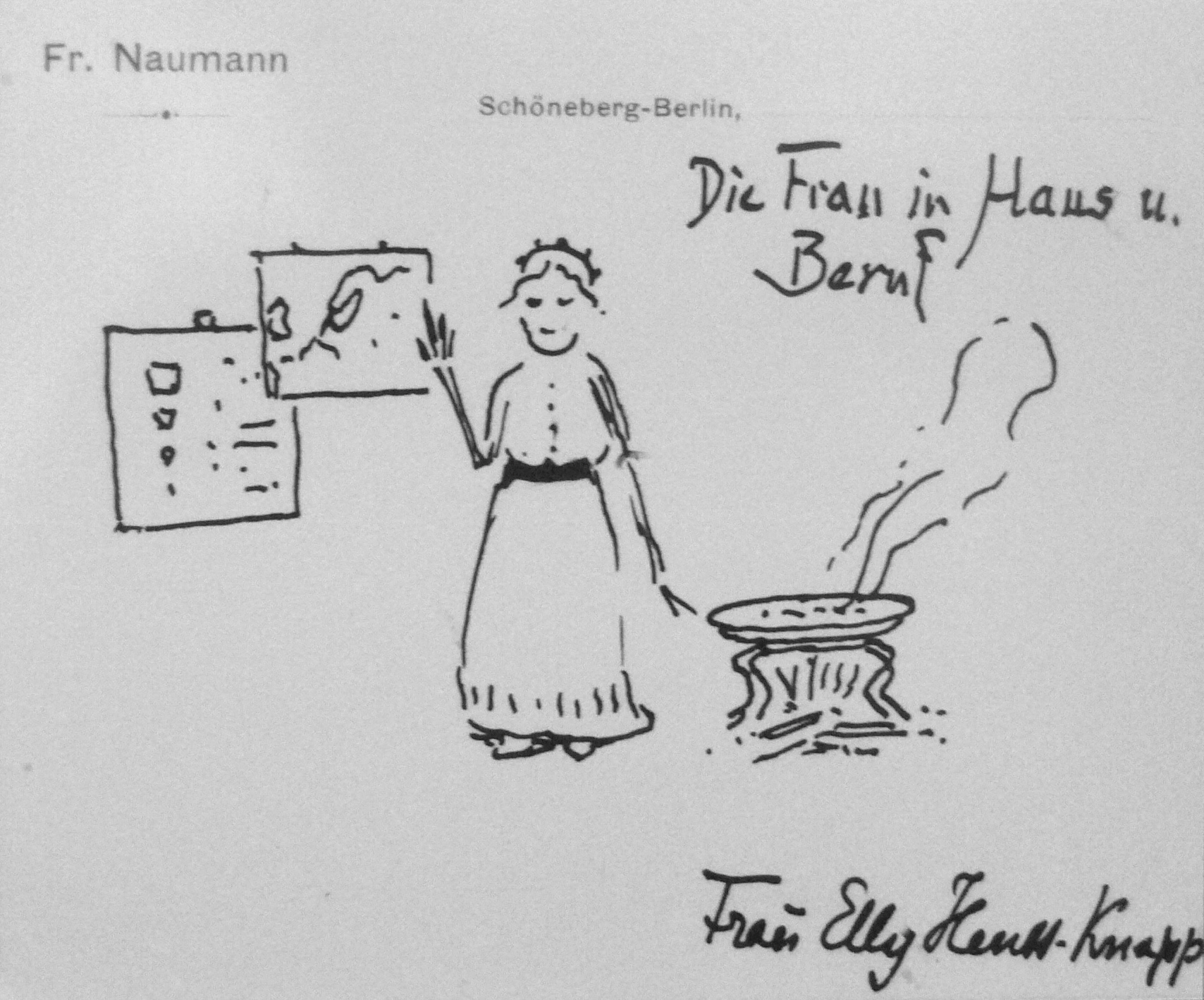
Caricatura sobre Elly Heuss-Knapp como "La mujer de la casa y la profesión” de Friedrich Naumann

### Matrimonio y familia
En 1908, Elly Knapp se casó con el periodista y más tarde presidente federal Theodor Heuss, un colega de Friedrich Naumann. La boda civil fue en Estrasburgo y la realizó el alcalde de la ciudad, Rudolf Schwander. La boda por iglesia fue realizada el 11 de abril de 1908 por Albert Schweitzer, amigo de Elly Knapp-   En 1910 nació Ernst Ludwig Heuss, el único hijo de la pareja. El parto fue complicado y casi terminó fatalmente. Como resultado de ello, Elly no pudo tener más hijos. 

### Actividades
A partir de 1922 comienza el interés teológico de Knapp, sobre todo por el estudio de la Biblia y el trabajo en la parroquia evangélica del pastor Otto Dibelius.
Cuando el NSDAP llegó al poder, a Heuss-Knapp se le prohibió seguir con sus actividades y a su esposo, que trabajaba como profesor, se le prohibió ejercer su profesión. En su casa se reunían perseguidos y opositores a la dictadura nazi, como el pastor Martin Niemöller. Durante este tiempo, Heuss-Knapp comenzó a trabajar como escritora y -por medio de su primo Hermann Geiger, propietario de la empresa Wybert- en publicidad. Su trabajo sostenía a su familia. Revolucionó la publicidad radiofónica, que hasta entonces consistía únicamente en la lectura de anuncios en periódicos, y es considerada la inventora del jingle como tema musical de una empresa. Heuss-Knapp patentó esta idea y la utilizó para otras empresas y productos; por ejemplo para Nivea, Erdal, Kaffee Hag, Blaupunkt y Persil. Su autobiografía Vista desde la Torre de la Catedral se publicó en 1934, y en una nueva edición en 1941: Vista desde la Torre de la Catedral, experiencias de Alsacia y el Reich, fue reeditada en 1952. Ella y su marido experimentaron el final de la guerra en Heidelberg junto a su hermana, la pintora y fotógrafa Marianne Lesser-Knapp.

### Política
De 1946 a 1949, Heuss-Knapp fue miembro del parlamento estatal de Württemberg-Baden, primero por el Partido Democrático Popular (DVP) y luego por el Partido Democrático Libre (FDP), que se formó en 1948 a partir de la fusión de grupos nacionalistas liberales y liberales de izquierda. Trabajó en el comité sociopolítico, donde abogó para garantizar que los niños en edad escolar tuvieran al menos una comida al día y que las clases escolares tuvieran menos de 50 a 60 alumnos.
Al igual que su marido, Elly Heuss-Knapp ya se había presentado como candidata por el DDP en las elecciones de 1919 a la Asamblea Nacional Alemana; pero el tercer lugar en la lista de la circunscripción de Potsdam II no fue suficiente para que lograra un mandato. Esta elección fue la primera elección en toda Alemania en la que las mujeres también tuvieron derecho a votar. Heuss-Knapp luchó para que las mujeres fueran contactadas directamente, sin la publicidad electoral de los diversos partidos.
Elly Heuss-Knapp participó con su esposo en la fundación del Consejo Alemán del Movimiento Europeo (Deutscher Rat der Europäischen Bewegung) en junio de 1949 en Wiesbaden y asumió el cargo de vicepresidenta de la organización.

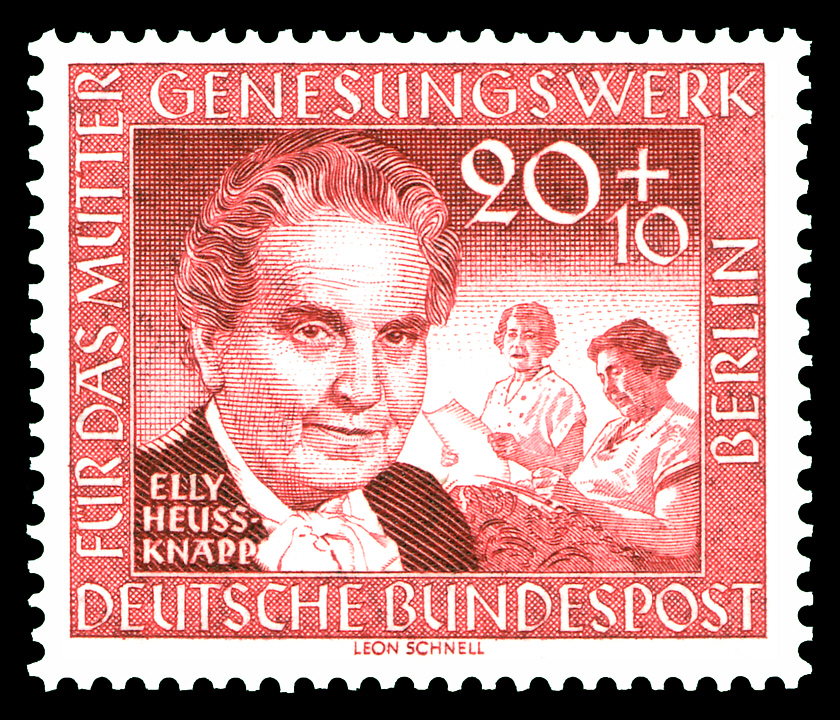
Heuss-Knapp en un sello del Correo Federal Berlin (Deutsche Bundespost Berlin) de 1957

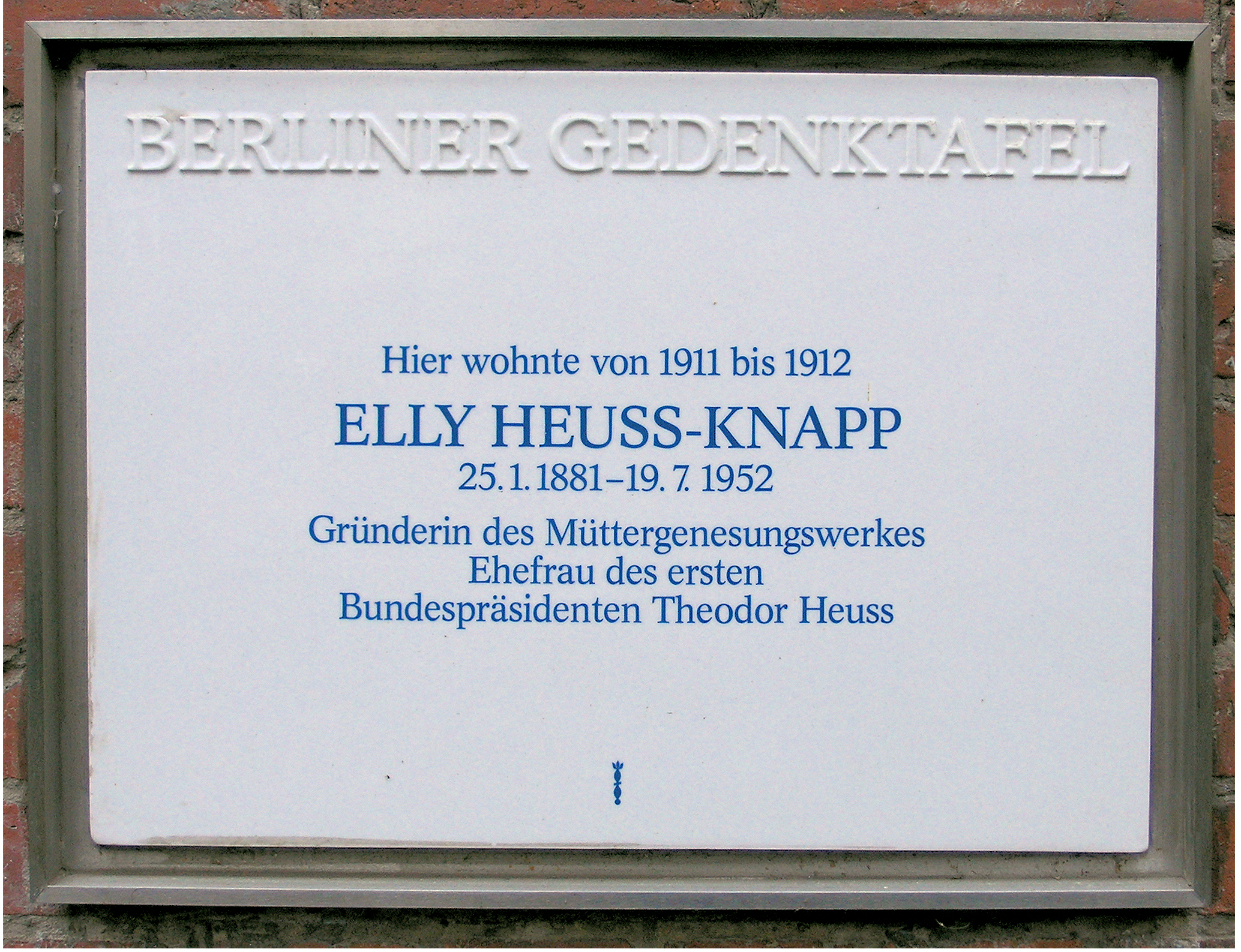
Placa conmemorativa en su casa de la Grillparzerstrasse 15, Berlin-Steglitz

### Establecimiento para madres convalecientes
Elly Heuss-Knapp y Antonie Nopitsch fundaron el Fondo de convalecencia de madres alemanas en 1950 (nombre completo actual: Elly-Heuss-Knapp-Stiftung – Deutsches Müttergenesungswerk)

### Muerte y entierro
Heuss-Knapp murió en el Hospital Universitario de Bonn en 1952 y fue enterrada después de un funeral realizado por Helmut Gollwitzer en la Iglesia Luterana de Bonn en el Waldfriedhof en Stuttgart. Para ello operó un tren especial de la Deutsche Bundesbahn .

## Honores
Numerosas escuelas y calles recibieron el nombre de Elly Heuss-Knapp, por ejemplo en Darmstadt, y las escuelas secundarias en Duisburg, Wiesbaden, Düsseldorf, Heilbronn/Neckar, Stuttgart y Weiden. Hay calles con su nombre, por ejemplo en Büdelsdorf. La fuente Elly Heuss Knapp se encuentra al pie del Karlshöhe en Stuttgart.

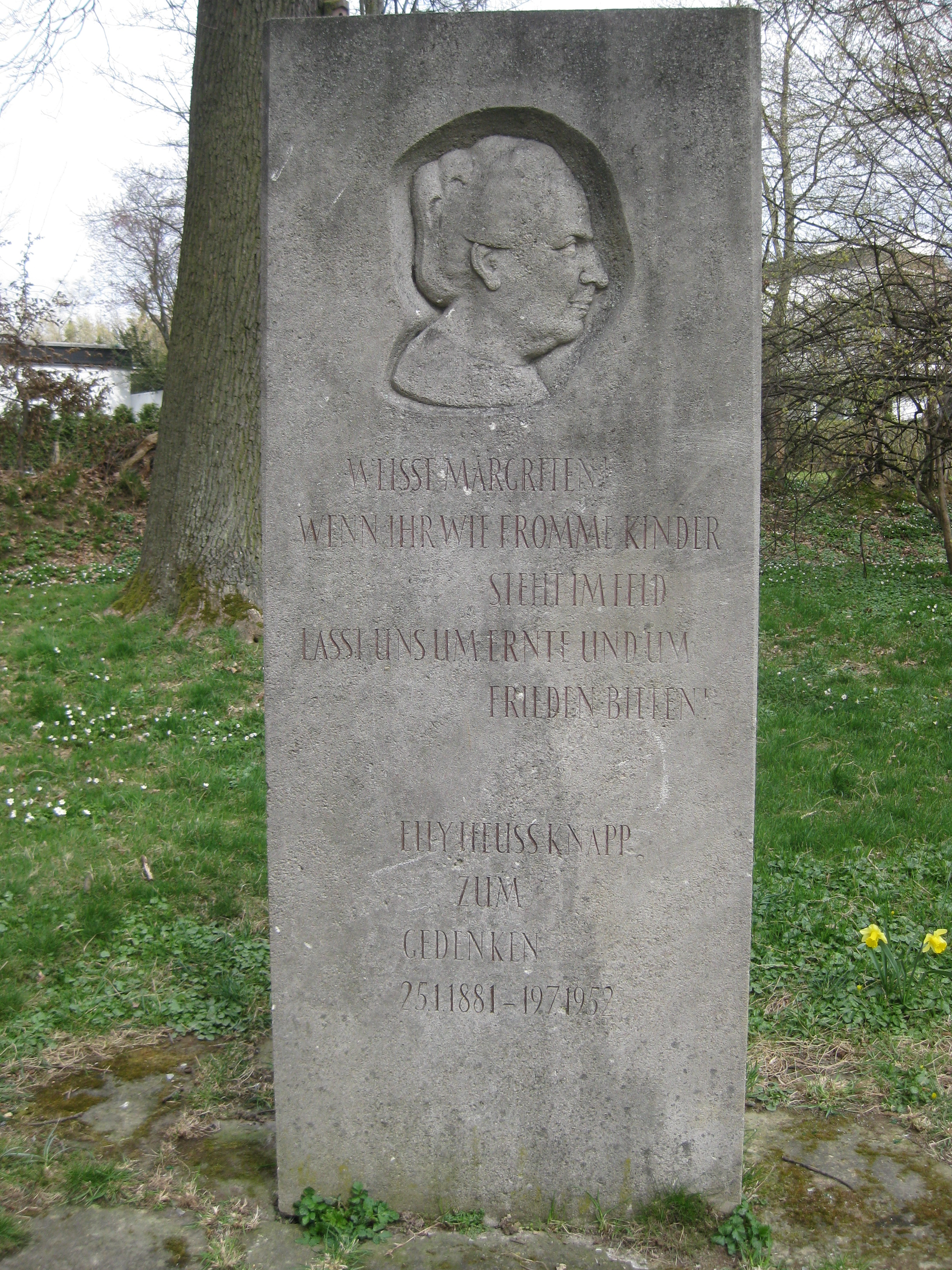
Piedra conmemorativa en Stuttgart

### Piedra conmemorativa en Stuttgart
En 1955 se inauguró una piedra conmemorativa para Elly Heuss-Knapp en Eichenhain en Sillenbuch . Entre los participantes del evento se encontraban a. su esposo, el entonces presidente federal Theodor Heuss, el obispo regional Dr. D. Haug y varios editores de periódicos de Stuttgart. La piedra conmemorativa fue diseñada por el artista Lore Nießner basándose en un diseño del maestro escultor Willy Schönfeld. En el discurso conmemorativo del alcalde Arnulf Klett, Elly Heuss-Knapp fue honrada como una mujer inteligente y amable. 

## Escritos
- Bürgerkunde und Volkswirtschaftslehre für Frauen, Voigtländer, Leipzig 1910.
- Schmale Wege, Wunderlich, Tübingen 1946.
- (Con Georg Friedrich Knapp): Eine Jugend, Deutsche Verlags-Anstalt, 2., erw. Aufl. Stuttgart 1947.
- Ausblick vom Münsterturm. Erinnerungen, Wunderlich, Tübingen 1984, ISBN 3-8052-0086-2, 1. Auflage 1934; Neuauflage 1941 (mit zweitem Vorwort zur Begründung der Neuauflage).
- (Con Margarethe Vater): Bürgerin zweier Welten, Wunderlich, Tübingen 1961 (Digitalisat).
- Rat und Tat. Nachklang eines Lebens, herausgegeben von Friedrich Kaufmann, Wunderlich, Tübingen 1964.

## Literatura
- Horst Ferdinand: Heuss-Knapp, Elly. In: Bernd Ottnad (Hrsg.): Baden-Württembergische Biographien, Bd. 2, Kohlhammer, Stuttgart 1999, S. 218–223 (online).
- Jürgen Frölich: Elly Heuss-Knapp – „Naumannianerin“ und erste First Lady. Friedrich-Naumann-Stiftung für die Freiheit, Potsdam 2021, ISBN 978-3-948950-16-3.
- Alexander Goller: Elly Heuss-Knapp. Gründerin des Müttergenesungswerkes. Eine Biographie. Böhlau, Wien u. a. 2012, ISBN 978-3-412-20880-6.
- Kirsten Jüngling, Brigitte Roßbeck: Elly Heuss-Knapp. Salzer, Heilbronn 1993, ISBN 3-7936-0328-8.
- Ursula Krey: „Gedenkworte an Friedrich Naumann“. Elly Heuss-Knapps Rundfunkrede zum dreißigsten Todestag am 24. August 1949 als Paradigma narrativer Erinnerungskultur. In: Jahrbuch zur Liberalismus-Forschung 31 (2019), S. 217–238.
- Eberhard Pikart (1972). «Heuss, Elly Heuss-Knapp, geborene Knapp». Neue Deutsche Biographie (NDB) (en alemán) 9. Berlín: Duncker & Humblot. pp. 56-57; (texto completo en línea)
- Heike Specht: Ihre Seite der Geschichte. Deutschland und seine First Ladies von 1949 bis heute. Piper, München 2019, ISBN 978-3-492-05819-3.
- Ulrike Strerath-Bolz: Elly Heuss-Knapp: Wie die First Lady ihr Herz für Mütter entdeckte, Wichern, Berlin 2012, ISBN 978-3-88981-339-8.